# Super (álbum)
Super es el segundo álbum de la banda de rock argentina Viticus. Fue lanzado en 2006.
Este disco presenta la primera modificación de la Banda sumándose a Cuarteto de Víctor, Nicolás, Sebastián y Martin “El Vasco”. El Guitarrista y vocalista Ariel Rodríguez. 
Desde el blues hasta el rock and roll, pasando por el hard rock la banda se siente cómoda en todo momento. El material tiene chicas, autos, solos que van y vienen, viajes y rock and roll. También se notan las influencias de Led Zeppelín, Deep Purple y un toque sureño propio de Lynyrd Skinyrd que rellenan con más fuerza a una de las bandas de mayor caudal de la Argentina. Temas como “¿Por qué te vas?” (Con una voz muy blusera de Ariel Rodríguez), “Al infierno (por la puerta grande)”, las instrumentales “El coyote” y “Vasco Viejo” (brillante tema de Nicolás) y “No me fue muy bien en el extranjero” (Canción del Disco Nacido para ser así de 1986), son fiel dato para comprobar la calidad de este álbum. Y para completar un trabajo muy bien logrado la banda se da el lujo de incluir dos clásicos internacionales y uno local: “Hoochie Cochie Man” (Willie Dixon), “Crossroads” (Robert Johnson) y una explosiva versión en vivo del emblema de Riff, autoría de Vitico, “Mucho por hacer”.

## Lista de canciones
1. Esta noche hay rock and roll
2. La perra de mi mujer
3. ¿Por qué te vas?
4. Busco otra forma
5. Al infierno (por la puerta grande)
6. Hoochie Cooche man
7. Sé que hay una chica
8. Nunca pares de gritar
9. El coyote
10. Me voy a recuperar
11. No me fue muy bien en el extranjero
12. Crossroads
13. Vasco viejo
14. Mucho por hacer (en vivo)

## Músicos

### Viticus
- Vitico - Bajo y Voz
- Nicolas Bereciartúa - Guitarra
- Sebastian Bereciartúa - Guitarra
- Ariel Rodríguez - Guitarra y Voz
- Martin "Vasco" Urionagüena - Batería